# Nikola Pokrivač
Nikola Pokrivač (* 26. November 1985 in Čakovec; † 18. April 2025 in Karlovac) war ein kroatischer Fußballspieler.

## Karriere
Pokrivač trat als Kind zuerst seinem Heimatverein NK Čakovec bei. Später wechselte er zum Erstligisten NK Varteks Varaždin, wo er sich von der Jugend bis in die 1. Mannschaft hochspielte. Mit jungen Jahren gab er sein Debüt in der ersten kroatischen Liga und als 20-Jähriger war er bereits Stammspieler bei Varteks. Mit dem Verein wurde er von 2004 bis 2006 Fünfter und Vierter der Liga und nahm auch an den Qualifikationswettbewerben für den UEFA-Cup teil, ohne sich zu qualifizieren.
Nach einem weiteren halben Jahr in Varaždin wurde er vom damaligen amtierenden kroatischen Meister Dinamo Zagreb abgeworben, wo er sofort wieder einen Stammplatz im Mittelfeld innehatte. Am Ende der Saison stand für Pokrivač der Gewinn der kroatischen Meisterschaft und des Landespokals.
Durch die internationalen Auftritte in Champions-League-Qualifikation und UEFA-Pokal wurden sehr schnell ausländische Vereine auf den Kroaten aufmerksam und bereits nach seinem zweiten halben Jahr in Zagreb, in dem der eher zentral defensiv eingesetzte Spieler mit fünf Ligatoren auch Offensivqualitäten bewies, ging er in der Winterpause zum AS Monaco in die erste Liga Frankreichs.
Seit 2001 war Nikola Pokrivač auch ein Kandidat für die Auswahlmannschaften des kroatischen Fußballverbandes. In den U-17- und U-19-Nationalmannschaften kam er häufig zum Einsatz und setzte das 2005/2006 auch in der U21 fort. Für die A-Nationalmannschaft wurde er allerdings erstmals am 24. Mai 2008 in einem Vorbereitungsspiel unmittelbar vor der Fußball-Europameisterschaft 2008 in Österreich und der Schweiz eingesetzt. Daher kam es auch etwas überraschend, dass er als Neuling sofort in das EM-Aufgebot Kroatiens aufgenommen wurde. Er spielte sogar im EM-Gruppenspiel gegen Polen 90 Minuten durch, welches Kroatien mit 1:0 gewann.
Zur Saison 2009/10 wechselte er zum amtierenden österreichischen Meister FC Red Bull Salzburg. Mit den Salzburgern konnte er im Herbst 2009 alle Gruppenspiele der UEFA Europa League gewinnen, schied aber eine Runde später gegen Standard Lüttich aus. Unter Trainer Huub Stevens genoss er den Status als Stammspieler und konnte mit der Mannschaft 2010 den Meistertitel bejubeln. Nach dem Trainerwechsel avancierte Nikola schnell zum Zuschauer und spielte im System vom neuen Trainer Ricardo Moniz keine Rolle mehr. Er durfte sich im Sommer 2011, bei einem dementsprechenden Angebot, einen neuen Verein suchen. Im August 2011 wechselte er zu Dinamo Zagreb und unterschrieb hierbei einen Vierjahresvertrag. Im Wintertransferfenster 2012/13 kam er auf Leihbasis bis Saisonende zu Inter Zaprešić und wechselte im Sommer 2013 für eine nicht bekanntgegebene Ablösesumme zum HNK Rijeka.
Trotz eines Zweijahresvertrags bei den Kroaten wechselte er bereits im Sommer 2014 nach Kasachstan zum dortigen Erstligisten Schachtjor Qaraghandy. Nachdem im Jahr 2015 bei ihm ein Hodgkin-Lymphom diagnostiziert worden war und er daraufhin mehrere Monate vereinslos geblieben war, schloss er sich im März 2016 Slaven Belupo an. Das Lymphom kehrte jedoch in den Jahren 2016 und 2017 zurück, woraufhin er sich einer Knochenmarktransplantation unterziehen musste, die er von seiner Mutter Ana erhielt. Im November 2017 gab er nach seiner endgültigen Genesung seinen Rücktritt vom Profifußball bekannt.
Ab August 2018 spielte er drei Jahre lang in der Altherrenmannschaft von Lokomotiva Zagreb in der kroatischen Alt-Herren-Liga, ehe er doch noch den Sprung in den Amateurfußball wagte. Anfangs beim kroatischen Sechstligisten NK Pušća aktiv, mit dem er in seiner zweiten Saison beim Klub die Liga und den regionalen Fußballpokal von Zaprešić gewann, spielte er ab 2023 für eine Spielzeit beim fünftklassigen GNK Tigar Sveta Nedelja und ab 2024 beim NK Vojnić 95.
Nikola Pokrivač starb am 18. April 2025 bei einem Verkehrsunfall in Karlovac im Alter von 39 Jahren.

## Titel & Erfolge
- Österreichischer Meister 2010
- Kroatischer Meister 2007 mit Dinamo Zagreb
- Kroatischer Pokalsieger 2007 mit Dinamo Zagreb